# Groupe de Vilnius
Pour les articles homonymes, voir Groupe de Vilnius (homonymie).
 (septembre 2021).
Si vous disposez d'ouvrages ou d'articles de référence ou si vous connaissez des sites web de qualité traitant du thème abordé ici, merci de compléter l'article en donnant les références utiles à sa vérifiabilité et en les liant à la section « Notes et références ».

Carte des pays membres

Le groupe de Vilnius, du nom de la capitale de la Lituanie, était une organisation de pays créée en mai 2000 afin de mettre en place une coopération visant à l'intégration de ces pays au sein de l'OTAN.
Les membres étaient l'Albanie, la Bulgarie, la Croatie, l'Estonie, la Lettonie, la Lituanie, la Macédoine, la Roumanie, la Slovaquie et la Slovénie.

## Adhésion au sein de l'OTAN
Le 29 mars 2004, la Bulgarie, l'Estonie, la Lettonie, la Lituanie, la Roumanie, la Slovaquie et la Slovénie adhèrent à l'OTAN lors du sommet d'Istanbul de 2004. L'Albanie et la Croatie ont rejoint l'alliance en 2009 et si la Macédoine était également attendue en 2009, elle en a été empêché par la Grèce, qui a opposé son veto en raison du différend sur le nom du pays. Celui-ci est résolu en 2018 et la Macédoine du Nord devient le 30e membre de l'OTAN en 2020.